# NGC 2826
NGC 2826 este o galaxie lenticulară situată în constelația Linxul. A fost descoperită în 13 martie 1850 de către William Parsons, 3rd Earl of Rosse⁠(d). Se află la o distanță de 91,18 de megaparseci de Pământ.